# 搜索引擎索引
搜索引擎索引是人們為促进快速准确的信息檢索而對数据進行收集、解析和存储。搜索引擎索引融合了语言学、认知心理学、数学、信息学和计算机科学等領域。